# RADA Electronic Industries Ltd.
RADA Electronic Industries es un fabricante de radares israelí. La corporación RADA Electronic Industries Ltd. es una empresa global de tecnología de defensa centrada en radares patentados y sistemas de aviónica heredados. Incluye a RADA Electronic Industries y sus subsidiarias con sede en Estados Unidos en su desarrollo, fabricación y venta de productos diseñados principalmente para la industria de defensa y la industria aeroespacial, sus productos incluyen radares tácticos definidos por software, sistemas de navegación inercial y piezas de aviónica. Fundada en 1970, cotiza en la bolsa de valores NASDAQ desde 1985.

## Historia
RADA Electronic Industries Ltd. fue fundada en 1970 por David Reitner. En 1998, debido a la presión de Boeing, Niessenson se retiró de su cargo como director ejecutivo de la empresa.
Herzl Boedinger, que era director de marketing internacional de RADA y presidente de la filial con sede en los Estados Unidos, y que anteriormente había servido como comandante de la Fuerza Aérea Israelí, se convirtió en presidente y director ejecutivo de RADA.
En 2007, Zvi Alon, que era vicepresidente de marketing y ventas, y había estado involucrado en la década de 1980 en el proyecto Lavi, asumió el cargo de director ejecutivo. 
En noviembre de 2016, RADA Electronic Industries Ltd. anunció el nombramiento de Dov Sella, su director de desarrollo comercial, como director ejecutivo de la empresa.
Desde 2016, la empresa se centra en el desarrollo, fabricación y venta de sistemas de radar tácticos definidos por software para múltiples aplicaciones, como sistemas de protección activa (APS) para vehículos de combate, defensa aérea de corto alcance (SHORAD) para la fuerza de maniobra, sistemas contracohetes, artillería y morteros (C-RAM). 
En 2017, la empresa suministró más de cien sistemas de radar al Cuerpo de Marines de los Estados Unidos. 
En 2018, los radares se integraron en el avanzado sistema de defensa antidrones de Rafael Advanced Defense Systems contando con capacidad anti-drones (C-UAS). Los sistemas se integraron en el paquete de equipo de misión de Leonardo DRS contando con capacidad de defensa aérea de corto alcance (IM-SHORAD), en un sistema de guerra anti-drones para el Departamento de Defensa de los Estados Unidos contra las posibles amenazas de sistemas aéreos no tripulados (UAS).
El Sistema de Protección Activa Iron Fist APS israelí, fue diseñado para los vehículos de combate de infantería Bradley del Ejército estadounidense.
RADA abrió una sede y una planta de fabricación en Germantown, Condado de Montgomery, Maryland (RADA USA), para desarrollar un mercado local de radares tácticos para el ejército estadounidense.
En 2019 los radares de RADA participaron en diversas misiones de defensa, incluido el derribo de un dron iraní en el Estrecho de Ormuz por parte del vehículo todo terreno de la Infantería de Marina de los Estados Unidos, que estaba equipado con un sistema de detección e interferencia anti-drones.
La creciente demanda de radares tácticos junto con el aumento de las ventas de RADA USA llevaron a duplicar los ingresos anuales y el precio de las acciones. 
En 2020, el Ejército de Estados Unidos adjudicó a General Dynamics Land Systems (GDLS) un contrato de 1200 millones de dólares para producir, probar y entregar sistemas IM-SHORAD, que integran el radar hemisférico multimisión (MHR) de RADA.
En junio de 2022, la filial estadounidense del conglomerado de defensa italiano Leonardo, Leonardo DRS, acordó la adquisición total de las acciones de la filial estadounidense de RADA Electronic Industries Ltd. La nueva filial de Leonardo cotizará en la bolsa de valores NASDAQ y en la Bolsa de Tel Aviv bajo el nombre DRS. Los accionistas de RADA se quedarán con el 19,5% del negocio combinado y Leonardo con el resto.